# Зелёный (Малая Курильская гряда)
Зелёный (яп. 志発島 Сибоцу-то) — остров Малой гряды Курильских островов. Самый крупный по площади и один из самых высоких островов субархипелага Хабомаи. Согласно федеративному устройству России входит в Сахалинскую область в составе Южно-Курильского района в рамках административно-территориального устройства области и в составе Южно-Курильского городского округа в рамках муниципального устройства в области. В настоящее время не имеет постоянного населения. Является важнейшим местом гнездования японского журавля в России, а также других видов птиц. Из эндемиков присутствует шикотанская полёвка. На острове расположено одноимённое месторождение торфа.

## Название
По предложению участников Курильской научно-исследовательской экспедиции 1946 года, Указом Президиума Верховного Совета РСФСР «О переименовании населённых пунктов Сахалинской области» от 15 октября 1947 года было восстановлено название, данное острову при открытии в 1739 году отрядом второй Камчатской экспедиции под командованием капитана 3-го ранга М. П. Шпанберга. В японское время назывался Сибоцу.

## История

### В спорном статусе
Остров открыт в 1739 году южным отрядом Второй Камчатской экспедиции под командованием капитана III ранга Мартына Шпанберга и назван по внешнему виду.

### В составе Японии
С 1855 года (по Симодскому трактату) остров официально находится под юрисдикцией Японии. Относился к японскому княжеству Мацумаэ, переименованному в 1869 году в губернаторство Хоккайдо. В период между 1855 и 1945 на острове имелось гражданское японское население, в основном занятое в рыболовстве и морском хозяйстве. 
С 5 ноября 1897 года остров со всеми своими промысловыми угодьями считался частью села Хабомаи в составе уезда (гуна) Ханасаки (который охватывал всю Малую Курильскую гряду и часть полуострова Немуро на острове Хоккайдо), который входил в губернаторство Хоккайдо, провинцию Немуро.
Последняя японская перепись учла 2149 человек, практически все они пожелали репатриироваться в Японию.
В годы Второй Мировой войны на острове размещался военный гарнизон. 3 сентября 1945 года японские войска (420 солдат и офицеров) капитулировали без боя перед высаженными советскими войсками.

### В составе СССР/РСФСР-России
2 февраля 1946 года в соответствии с Указом Президиума ВС СССР в числе других Курильских островов и вместе с Южным Сахалином был включён в состав образованной Южно-Сахалинской области в составе Хабаровского края РСФСР, которая 2 января 1947 года вошла в состав новообразованной Сахалинской области в составе РСФСР.
В 1946 году название «Зелёный» было возвращено острову по предложению участников Курильской научно-исследовательской экспедиции. 
20 октября 1947 года посёлок Айдомори получил название Зеленовск.
К декабрю 1954 года на острове Зеленом имелся сельсовет, школа площадью 152 кв. м., детсад, 33 жилых дома общей площадью 1622 кв. метра., клуб с кинобудкой, сценой и инвентарем. Основной жилфонд остался от японцев, но имелся уже один дом русской постройки и строился второй, семиквартирный.
В 1956 году после подписания Советско-японской декларации о готовности СССР передать Малую Курильскую гряду Японии в обмен на заключение мирного договора, советские власти начали подготовку к передаче этих территорий и акваторий Японии. Население с Малой Курильской гряды спешно эвакуировали, были упразднены сельсоветы на Зелёном и Шикотане (на последнем восстановили после 1960 года).
4 апреля 1983 года в районе Малой Курильской гряды 6 самолётов США типа А-7 вошли в воздушное пространство СССР на глубину от 2 до 30 километров и провели условное бомбометание по территории острова Зелёный, сделав несколько заходов для атаки по наземным целям.
С 1991 года в составе России, как страны-правопреемницы СССР. Ныне на острове находится пограничная застава, контролирующая прилегающую акваторию.
В 1994 году вслед за Шикотанским землетрясением на остров взлилась волна цунами высотой 5 м. Две заставы были смыты полностью, одна — частично. Обошлось без погибших.

## Достопримечательности
Сохраняется старое японское кладбище.
Бывший населённый пункт сохраняется на карте острова в качестве урочища (урочище Зелёное на западном мысу).

## Проблема принадлежности
Принадлежность острова оспаривается Японией, которая включает его в состав своего округа Немуро губернаторства Хоккайдо. С точки зрения Японии входит в группу островов Хабомаи, которые являются продолжением береговой линии японского острова Хоккайдо и не рассматриваются как часть Курильских островов.
В 2004 году Россия как государство-правопреемник СССР, в соответствии с заявлением министра иностранных дел С. В. Лаврова, признала существование Советско-японской декларации 1956 года, включавшей пункт о готовности передать Японии остров Шикотан и группу Хабомаи, и подтвердила готовность вести на её основе территориальные переговоры с Японией.
В 2012 году остров был включён в программу безвизового обмена между гражданами Японии и жителями южных Курильских островов, существующую с 1998 года.
3 сентября 2022 года Россия отменила упрощённый режим посещения островов Малой Курильской гряды для граждан Японии.

## География
Площадь 58,38 км². Длина острова составляет порядка 10 км, ширина достигает 9,5. На острове выделяются 30 ландшафтных контуров. Остров полностью состоит из верхнемеловых образований. Береговая линия острова довольно извилиста; вблизи его берегов также разбросано много кекур и рифов. Поверхность острова плоская, равнинная, сглаженная вследствие воздействия волн поскольку остров в прошлом полностью уходил под воды в результате поднятия уровня мирового океана. Максимальная высота — 25 м — расположена в юго-восточной части острова. Местами заболочен (кустарничково-сфагновые болота). Имеется несколько озёр. Самое крупное по площади — Утиное озеро. В северной части острова в озеро Долгое, сообщающееся с океаном, впадает ручей Долгий длиной около 10 км. В южной части расположены озёра Каменское, Среднее, Утиное и Незаметное. В западной части острова, на мысе Зелёном, находится нежилой населённый пункт Зелёное (Сибоцу). Ранее действовал крабовый завод. Остров входит в территорию государственного природного заказника федерального значения «Малые Курилы». Остров Зелёный отделён проливом Полонского от острова Полонского, расположенного в 11 км северо-восточнее; проливом Воейкова — от острова Юрий, расположенного в 1,5 км юго-западнее. В 5 км к югу расположены острова Дёмина.

### Полезные ископаемые и биоресурсы
Из полезных ископаемых остров Зелёный выделяется своими залежами торфа: здесь (а также на о. Танфильева) обнаружены самые древние покровные торфяники всей Курильской гряды. Торфяное месторождение Зелёное имеет площадь 2,2 тыс. га. Биоресурсы вод, окружающих остров, являются одними из самых богатых в мире. К промысловым видам относятся: сайра, кальмары, тунец, анчоусы, треска, терпуг, камбала, осьминог, морской ёж, краб камчатский, креветка травяная, гребешки хламисы, кукумария, стригун бэрди, равношипый, колючий, волосатый, гребешок приморский, спизула сахалинская, трубач, трепанг. Производится вылов водорослей в сырой массе.

## Климат
Имеет довольно мягкий океанический климат с холодной затяжной весной; прохладным летом; тёплой, ясной и сухой осенью и довольно мягкой зимой. Сумма активных температур (>+10 °C) на острове достигает в среднем 1563 °C в год. В результате сезон размножения грызунов продолжается до ноября, a климат вполне подходит для акклиматизации кроликов. Зимы многоснежны, но туманы и сильные ветра не позволяют образоваться устойчивому снеговому покрову зимой, что благоприятно для разведения скота. Средняя температура января на острове —5,2 °C. Даже в самые холодные месяцы (январь и февраль) температуры редко опускаются ниже −6 °C. Рекордный минимум —18 °C. Море вокруг острова не замерзает, но в суровые зимы с февраля по апрель может заполняться плавучими льдами из Охотского моря. Летом много дождей. Средняя температура августа +16,1 °C, что, учитывая высокую влажность воздуха, вполне комфортно для человека. Максимальная зарегистрированная температура за историю наблюдений составила +28 °C. Остров характеризуется достаточным увлажнением: количество осадков в среднем за год составляет здесь 1020 мм, что ощутимо меньше, чем на ещё более увлажнённом Шикотане — 1240 мм/год.

## Флора и фауна
Остров покрыт травянистой растительностью (осоково-злаково-разнотравные луга). Лесов нет, хотя современные археологические раскопки выявили, что ранее на острове была широко распространена ель Глена, а также имелись небольшие по площади участки берёзовых лесов. Недавние исследования показали что луговые сообщества на острове распространились со времён среднего голоцена. Флора острова довольно бедна: по данным за 2002 год здесь было учтено лишь 166 видов высших сосудистых растений (для сравнения, на Кунашире — 1067, на о. Шикотан — 663). К 2011 году число учтённых видов достигло 187. Из курильских эндемиков выделяется одуванчик итурупский (Taraxacum yetrofuense Kitam.). Из сухопутных млекопитающих на острове по состоянию на 2012 год были только лисы и грызуны. Обитает землеройка-бурозубка Sorex (Sorex) gracillimus natalae Okhotina, 1993. Также небольшой табун из четырёх мустангов (одичавшие лошади). На побережьях живёт серая крыса. На острове гнездится орлан-белохвост. В водах о. Зелёный в 2016 учтён 21 калан. Каланы вновь вернулись сюда в начале XXI века.

## Топографические карты
- Лист карты K-55-III Малокурильское. Масштаб: 1 : 200 000. Состояние местности на 1981 год. Издание 1983 г.